# Epiplema pallifrons
Epiplema pallifrons är en fjärilsart som beskrevs av W. Warren 1904. Epiplema pallifrons ingår i släktet Epiplema och familjen Uraniidae. Inga underarter finns listade i Catalogue of Life.